# No, No, No
No No No ist ein Lied der US-amerikanischen Girlgroup Destiny’s Child aus dem Jahr 1997. Das Stück ist ein R&B-Song mit Hip-Hop- und Rap-Elementen und war die erste Single aus ihrem Debütalbum Destiny’s Child.
Das Lied wurde von Vincent Herbert, Rob Fusari und Wyclef Jean produziert. Die Originalversion (Part 1) und die Remix-Version mit Wyclef Jean (Part 2) erreichte die Top Ten der UK Top 40 und der Billboard Hot 100 in den USA, wo es von der RIAA mit Platin ausgezeichnet wurde.

## Kommerzieller Erfolg
No, No, No debütierte am 29. November 1997 auf Platz 64 in den Billboard Hot 100 und erreichte nach 18 Wochen Platz 3. Es erreichte Platz 1 in den Hot 100 Singles Sales Charts und den Hot R&B/Hip-Hop Singles & Tracks Charts für zwei Wochen. Die Single erreichte am 28. März 1998 Platz 5 der britischen Charts und war insgesamt acht Wochen in den britischen Charts.
Die Single hat über 146.000 Einheiten im Vereinigten Königreich verkauft und über eine Million Einheiten weltweit. 1998 gewann das Lied zwei Soul Train Lady of Soul Awards für Best R&B/Soul Single by a Group, Band or Duo und Best R&B/Soul or Rap New Artist.

## Musikvideo
Im Musikvideo zu Part 2 spielt Wyclef Jean mit seiner Gitarre, und Destiny’s Childs singen und tanzen dazu. Als Wyclef Jean stoppt, sagt er „All we need to do is drop a fat beat for the clubs.“ Die Gruppe startet dann eine Tanz-Choreografie in einem großen Saal. 1998 wurde ein Musikvideo zu Part 1 aufgenommen. Im Video sind Wyclef und die Gruppe in einem Nachtclub. Das Video beginnt mit Wyclef und der Gruppe auf einer Bühne, wo sie bis zum Ende des Videos singen, tanzen und rappen.

## Kommerzieller Erfolg

### Chartplatzierungen
| ChartsChartplatzierungen       | Höchstplatzierung | Wochen |
| ------------------------------ | ----------------- | ------ |
| Deutschland (GfK)              | 17 (15 Wo.)       | 15     |
| Österreich (Ö3)                | 40 (1 Wo.)        | 1      |
| Schweiz (IFPI)                 | 13 (15 Wo.)       | 15     |
| Vereinigte Staaten (Billboard) | 3 (35 Wo.)        | 35     |
| Vereinigtes Königreich (OCC)   | 5 (13 Wo.)        | 13     |

| ChartsJahrescharts (1998)      | Platzierung |
| ------------------------------ | ----------- |
| Vereinigte Staaten (Billboard) | 12          |

### Auszeichnungen für Musikverkäufe
| Land/Region                  | Auszeichnungen für Musikverkäufe (Land/Region, Auszeichnung, Verkäufe) | Verkäufe  |
| ---------------------------- | ---------------------------------------------------------------------- | --------- |
| Vereinigte Staaten (RIAA)    | Platin                                                                 | 1.300.000 |
| Vereinigtes Königreich (BPI) | Silber                                                                 | 200.000   |
| Insgesamt                    | 1× Silber · 1× Platin ·                                                | 1.500.000 |

Hauptartikel: Destiny’s Child/Auszeichnungen für Musikverkäufe